# Max André (homme politique)
Pour les articles homonymes, voir Max André et André.
Max André, né le 5 juillet 1893 à Vannes (Morbihan) et mort le 12 septembre 1977 à Paris (XVIe), est un résistant et homme politique français.

## Biographie
Fils de Paul André, président de la Cour de cassation, Max André effectue des études de droit à Paris. Après la Première Guerre mondiale, il travaille pour la Commission inter-alliée de Haute-Silésie (1919-1922), puis travaille pour une banque en Chine et en Indochine jusqu'en 1936. Après cela, il est employé par la cour d'appel de Paris et le tribunal civil de la Seine. Pendant la Seconde Guerre mondiale, Max André est actif dans la Résistance à la demande d'Honoré d'Estienne d'Orves : il monte un réseau de renseignement à Paris Il siège notamment au comité directeur du Front national (1942-1944) et au comité parisien de Libération (1943-1946).
Après la guerre, Max André participe à la fondation du Mouvement républicain populaire (MRP) et est élu au Conseil municipal de Paris, au Conseil général de la Seine et au Conseil de la République. En 1946, il dirige la délégation française à la Conférence de Fontainebleau sur l'Indochine. Enfin, de 1947 à 1948, il siège à l'Assemblée de l'Union française.

## Distinctions
- Médaille de la Résistance française (1945)

## Détail des fonctions et des mandats
Mandat parlementaire
- 8 décembre 1946 - 9 décembre 1947 : Sénateur de la Seine